# Rukoko
Rukoko est un petit village situé dans la province actuelle de Gisenyi au nord-ouest du Rwanda.

## Géographie
Rukoko est situé à quelques kilomètres au nord de Goma. 